# Меморіал Олега Макарова
Меморіал Олега Макарова — щорічний зимовий турнір з футболу, заснований на честь відомого українського футболіста та тренера Олега Макарова. Проводиться з 1996 року під егідою Київської обласної федерації футболу. Ідея проведення змагань належить колишньому очільнику КОФФ Миколі Кірсанову.

## Основні положення
Вперше турнір було проведено на початку 1996 року, через 3 місяці по смерті видатного українського тренера та футболіста Олега Макарова. Ідея заснування подібного змагання належала колишньому керівнику Київської обласної федерації футболу Миколі Кірсанову. Першим переможцем став житомирський «Хімік», що переміг у фіналі київських «армійців» завдяки більш точному пробиттю післяматчевих пенальті. Загалом же, найбільше перемог за історію здобув ФК «Динамо-2» (Київ), що 6 разів тріумфував у вирішальних матчах змагання.
Окрім основних нагород, що розігруються у фінальному матчі турніру, було затверджено низку індивідуальних призів, головним з яких є «Приз найкращому воротарю турніру». Окрім того, ще один воротар отримує персональний приз від родини Макарова. Також персональними відзнаками нагороджуються найкращий гравець та найкращий бомбардир турніра.
Кількість команд жорстко не регламентована і варіюється з року в рік. Найбільша кількість клубів брала участь в Меморіалі Макарова в 2014 році — 22. Команди здебільшого представляють Україну, однак у деяких розіграшах брали участь і колективи з близького зарубіжжя.

## Результати за роками
| Роки | Дата та місце проведення                    | Переможець                         | Рахунок          | Фіналіст                           | Найкращий воротар                           |
| ---- | ------------------------------------------- | ---------------------------------- | ---------------- | ---------------------------------- | ------------------------------------------- |
| 1996 | січень-лютий 1996                           | «Хімік» (Житомир)                  | 0 — 0 п.п. 3 — 1 | ЦСКА (Київ)                        | Аркадій Баталов «Хімік» (Житомир)           |
| 1997 | січень 1997                                 | «Оболонь» (Київ)                   | 1 — 0            | «Десна» (Чернігів)                 | Руслан Новіков «Оболонь» (Київ)             |
| 1998 | січень 1998                                 | «Динамо-2» (Київ)                  | 0 — 0 п.п. 4 — 2 | «Факел» (Варва)                    | Всеволод Романенко «Динамо-2» (Київ)        |
| 1999 | 1 лютого 1999                               | «Оболонь-Зміна» (Київ)             | 1 — 0            | ФК «Черкаси»                       | Дмитро Козаченко «Оболонь-Зміна» (Київ)     |
| 2000 | січень 2000                                 | «Оболонь-Зміна» (Київ)             | 0 — 0 п.п. 3 — 1 | «Борисфен» (Бориспіль)             | Юрій Клименко «Оболонь-Зміна» (Київ)        |
| 2001 | січень 2001                                 | «Ригонда» (Біла Церква)            | 1 — 1 п.п. 5 — 4 | ЦСКА-3 (Київ)                      | Руслан Новіков «Ригонда» (Біла Церква)      |
| 2002 | 27 січня 2002 НТБ «Динамо», Конча-Заспа     | «Динамо-2» (Київ)                  | 1 — 1 п.п. 4 — 2 | «Борисфен» (Бориспіль)             | Олександр Шовковський «Динамо-2» (Київ)     |
| 2003 | 28 січня 2003 НТБ «Динамо», Конча-Заспа     | «Борисфен» (Бориспіль)             | 0 — 0 п.п. 4 — 2 | «Система-Борекс» (Бородянка)       | Андрій Оникієнко «Борисфен» (Бориспіль)     |
| 2004 | 25 січня 2004 НТБ «Динамо», Конча-Заспа     | «Нафком-Академія» (Ірпінь)         | 5 — 2            | «Альянс» (Київ)                    | Артем Андрухненко «Альянс» (Київ)           |
| 2005 | кінець січня 2005 НТБ «Динамо», Конча-Заспа | «Динамо-3» (Київ)                  | 2 — 0            | ЦСКА (Київ)                        | Мар'ян Марущак ЦСКА (Київ)                  |
| 2006 | 31 січня 2006 НТБ «Динамо», Конча-Заспа     | «Динамо-2» (Київ)                  | 5 — 1            | «Динамо-3» (Київ)                  | Олександр Абрамішвілі «Гагра» (Тбілісі)     |
| 2007 | 28 січня 2007 НТБ «Динамо», Конча-Заспа     | «Динамо-2» (Київ)                  | 3 — 1            | «Динамо-4» (Київ)                  | Денис Бойко «Динамо-2» (Київ)               |
| 2008 | 29 січня 2008 НТБ «Динамо», Конча-Заспа     | «Оболонь» (Київ)                   | 5 — 2            | «Грань» (Макарів)                  | Павло Поштаренко «Грань» (Макарів)          |
| 2009 | 27 січня 2009 НТБ «Динамо», Конча-Заспа     | «Динамо-2» (Київ)                  | 3 — 0            | «Динамо» (Київ) (молодіжний склад) | Денис Бойко «Динамо-2» (Київ)               |
| 2010 | 27 січня 2010 НТБ «Динамо», Конча-Заспа     | «Динамо» (Київ) (молодіжний склад) | 1 — 1 п.п. 4 — 3 | «Десна» (Чернігів)                 | Артур Рудько «Динамо» (Київ) (мол.)         |
| 2011 | 26 січня 2011 НТБ «Динамо», Конча-Заспа     | ФК «Путрівка»                      | 2 — 1            | ФК «Львів»                         | Василь Скибенко ФК «Путрівка»               |
| 2012 | 25 січня 2012 НТБ «Динамо», Конча-Заспа     | «Інтеграл» (Синява)                | 2 — 1            | «Арсенал» (Біла Церква)            | Юрій Яковчук «Інтеграл» (Синява)            |
| 2013 | 29 січня 2013 НТБ «Динамо», Конча-Заспа     | «Динамо-2» (Київ)                  | 3 — 1            | «Десна» (Чернігів)                 | Артем Кичак «Динамо-2» (Київ)               |
| 2014 | 26 січня 2014 НТБ «Динамо», Конча-Заспа     | «Десна» (Чернігів)                 | 2 — 1            | «Динамо-2» (Київ)                  | Андрій Федоренко «Десна» (Чернігів)         |
| 2015 | 28 січня 2015 НТБ «Динамо», Конча-Заспа     | «Колос» (Ковалівка)                | 2 — 2 п.п. 8 — 7 | «Арсенал» (Київ)                   | Володимир Гребенюк «Колос» (Ковалівка)      |
| 2016 | 27 січня 2016 НТБ «Динамо», Конча-Заспа     | «Олімпік-2» (Донецьк)              | 5 — 2            | «Десна» (Чернігів)                 | Олег Шевченко «Десна» (Чернігів)            |
| 2017 | 29 січня 2017 НТБ «Динамо», Конча-Заспа     | «Колос» (Ковалівка)                | 3 — 0            | ФК «Тернопіль»                     | Антон Яшков «Колос» (Ковалівка)             |
| 2018 | 29 січня 2018 НТБ «Динамо», Конча-Заспа     | «Колос» (Ковалівка)                | 3 — 0            | «Десна» (Чернигов)                 | Антон Яшков «Колос» (Ковалівка)             |
| 2019 | 26 січня 2019 стадіон «Діназ», Лютіж        | Студентська збірна України         | 3 — 0            | «Діназ» (Вишгород)                 | Вадим Солдатенко Студентська збірна України |
| 2020 | 5 лютого 2020 НТБ «Динамо», Конча-Заспа     | «Джуніорс» (Шпитьки)               | 1 — 0            | «Олімпія» (Савинці)                | Ігор Рум’янцев «Джуніорс» (Шпитьки)         |
| 2025 | 5 лютого 2025 НТБ «Арсенал», Щасливе        | ФК «Лісне»                         | 4 — 1            | «Ребел» (Київ)                     | Роман Пазенко «Оболонь U-19» (Київ)         |